# Marissa Mayer
Marissa Ann Mayer (sinh ngày 30 tháng 5 năm 1975) là một nhà đầu tư và điều hành doanh nghiệp người Mỹ. Bà từng làm chủ tịch và giám đốc điều hành của Yahoo! từ năm 2012 đến năm 2017.